# Scenic World

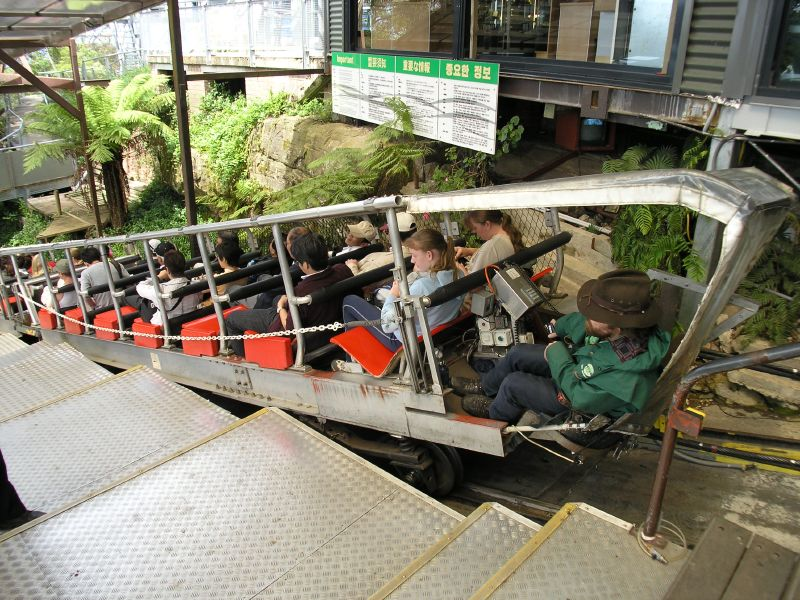
Katoomba Scenic Railway

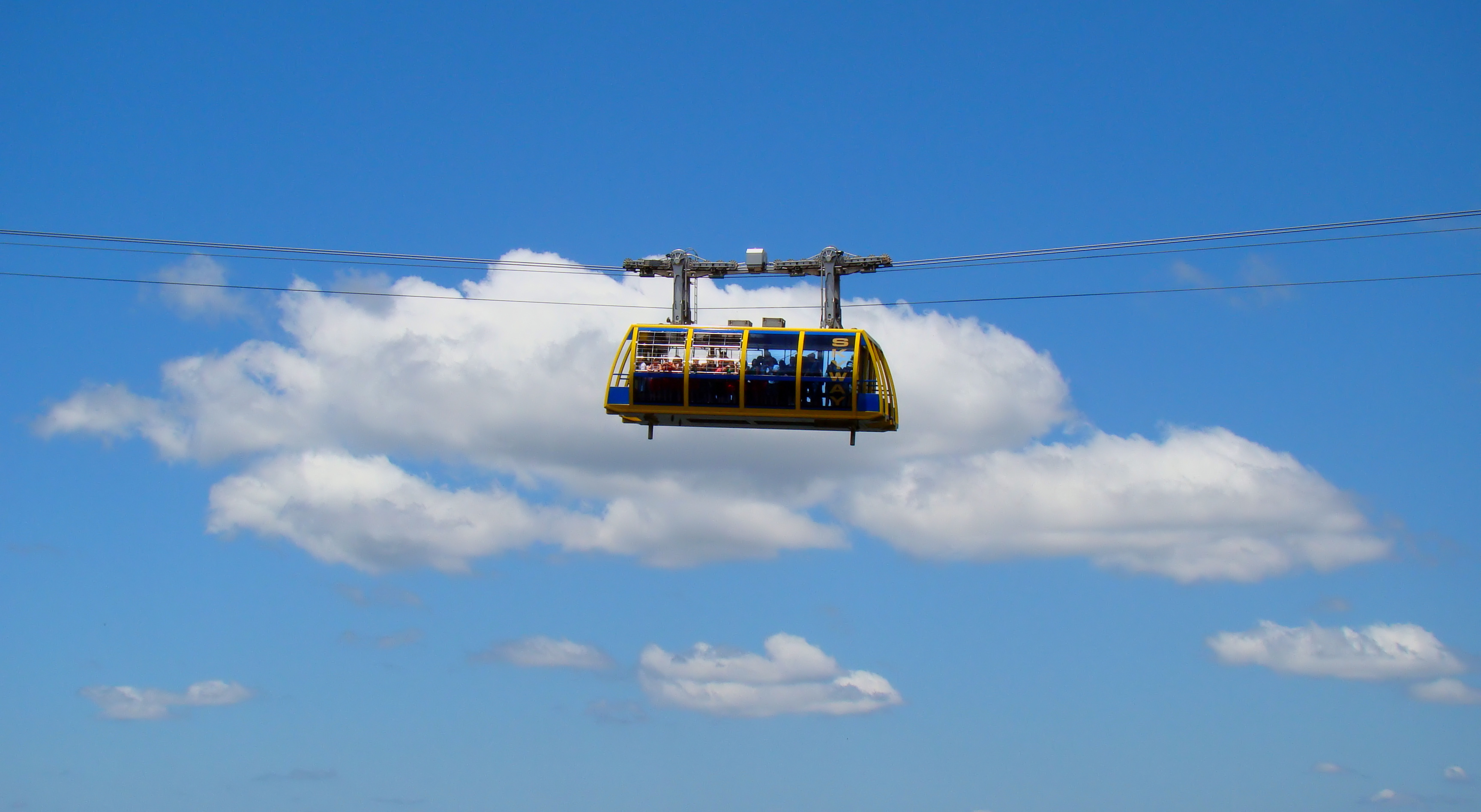
Katoomba Scenic Airway

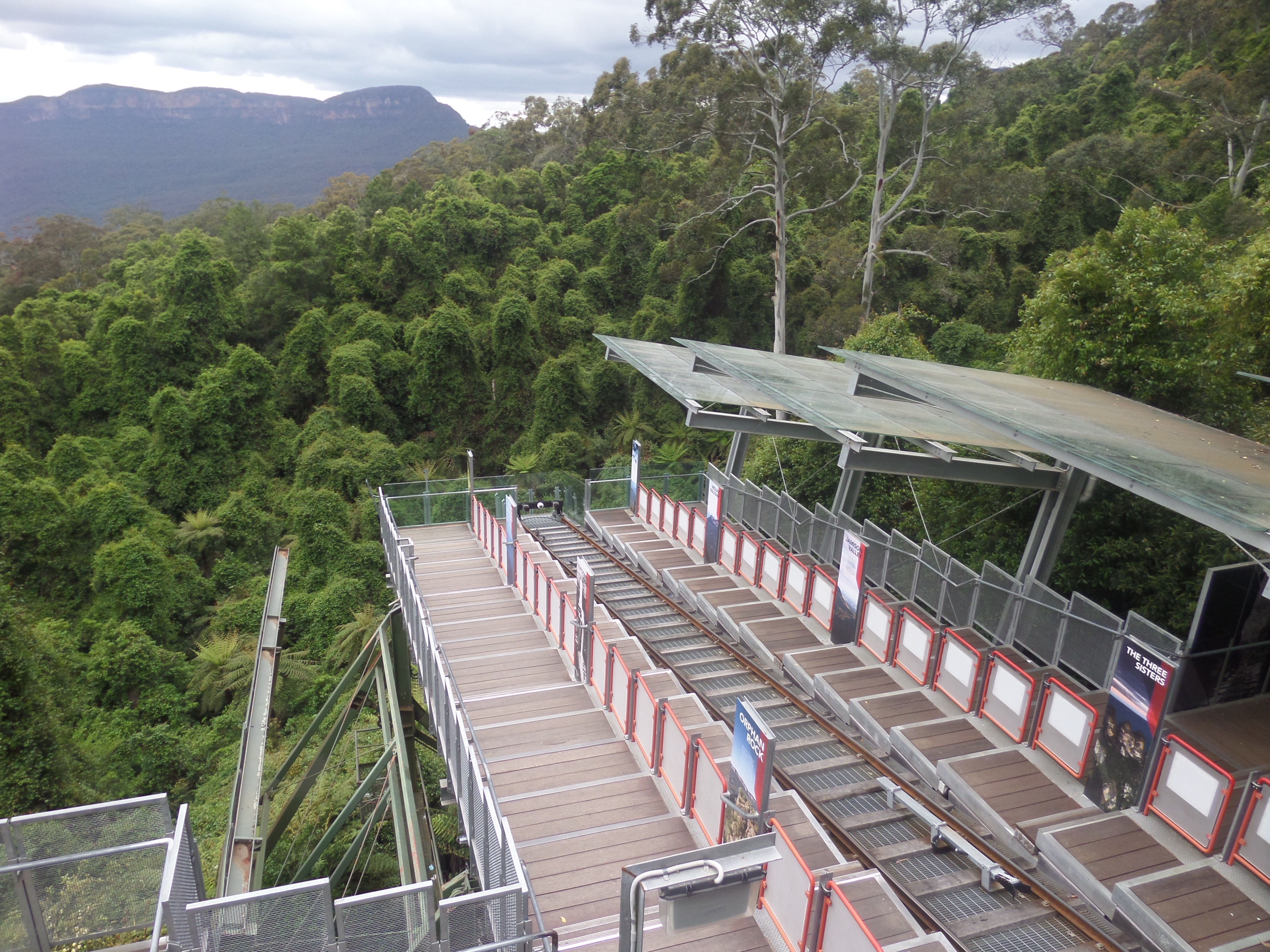
Katoomba Scenic Railway

Katoomba Scenic World is een toeristische attractie in Blue Mountains, Australië. Scenic world ligt ten zuidwesten van Katoomba. Er bevinden zich een aantal attracties, waarvan de Katoomba Scenic Railway en Katoomba Scenic Airway de bekendste zijn.
De Katoomba Scenic Railway werd vroeger gebruikt om mijnwerkers vanuit de vallei te vervoeren. Het is het steilste toeristenspoor ter wereld, de helling bedraagt 52 graden. Samen met de Three Sisters (Echo Point) is het de drukstbezochte toeristenplaats in de Blue Mountains.
De Scenic Skyway is een kabelbaan die 200 meter boven de vallei hangt. De Scenic Skyway werd in 1958 gebouwd, en in 2004 vervangen door een nieuwe versie. 